# Ko Oosterkerk
Jacobus Willem Oosterkerk (Ko) Oosterkerk (Velsen, 26 februari 1928 - Gemert, 24 november 2012) was een Nederlands graficus en schilder.
Oosterkerk studeerde aan de Koninklijke Academie van Beeldende Kunsten in Den Haag en begon zijn loopbaan als schilder. Begin zestiger jaren legde hij zich toe op grafiek. Hij exposeerde onder andere in het Groninger Museum (1971), het Van Abbemuseum (1975) en het Stedelijk Museum Amsterdam (1993). 
In 1955 en 1957 ontving Oosterkerk de Koninklijke Subsidie voor Vrije Schilderkunst, in 1963 de Quarles van Uffordprijs en in 1998 kreeg hij de 'Stichting Dr. C. Rijnsdorp Prijs' voor zijn gehele oeuvre.